# .int
.int – internetowa domena najwyższego poziomu, przeznaczona dla międzynarodowych organizacji rządowych. W praktyce jednak często używana jest przez organizacje pozarządowe.

## Organizacje zajmujące domeny .int
- Rada Europy (coe.int)
- Europejski Bank Centralny (ecb.int)
- Europejskie Stowarzyszenie Wolnego Handlu (efta.int)
- Europejska Agencja Kosmiczna (esa.int)
- Organizacja Międzynarodowego Lotnictwa Cywilnego (icao.int)
- Międzynarodowa Organizacja ds. Migracji (iom.int)
- Międzynarodowy Ruch Czerwonego Krzyża i Czerwonego Półksiężyca (redcross.int)
- ITU (itu.int)
- Interpol (interpol.int)
- NATO (www.nato.int)
- Organizacja Narodów Zjednoczonych (un.int)
- Powszechny Związek Pocztowy (upu.int)
- Światowa Organizacja Zdrowia (who.int)
- OFF (off.int)
- Światowa Organizacja Własności Intelektualnej (wipo.int)
- Światowa Organizacja Meteorologiczna (wmo.int)

### Organizacje poprzednio zajmujące domeny .int
- Unia Europejska (europa.eu.int teraz europa.eu)
- Komisja Europejska (europa.eu.int teraz ec.europa.eu)
- Parlament Europejski (europarl.eu.int teraz europarl.europa.eu)